# كفر كلبين
كفر كلبين قرية في منطقة اعزاز في محافظة حلب في سوريا. تقع على بعد حوالي 38 كم شمال مدينة حلب.